# Fitzroy (rivier in Queensland)

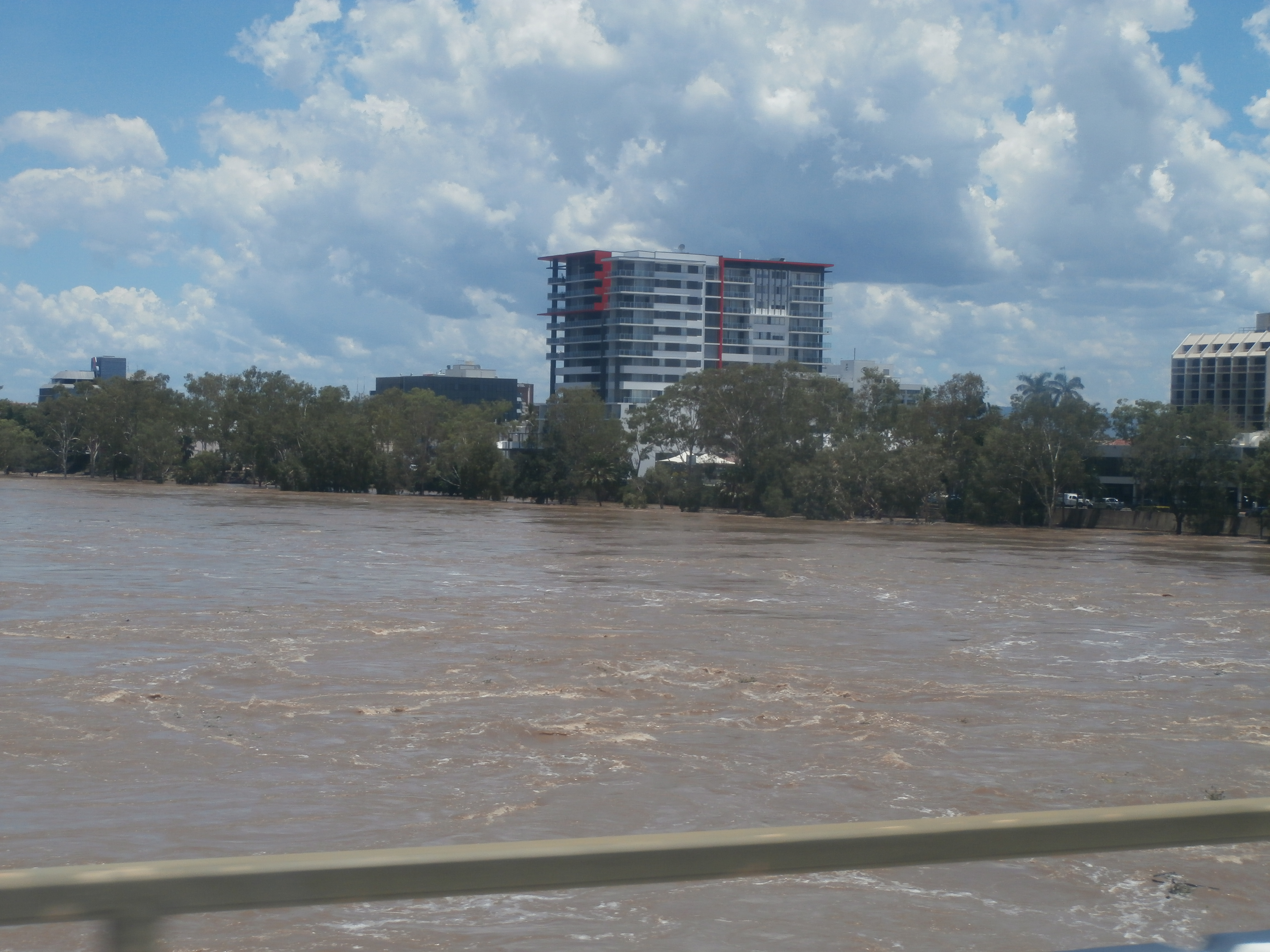
overstroming in Rockhampton (2013)

De Fitzroy is een rivier in centraal Queensland, Australië. Het stroomgebied beslaat ongeveer 150.000 vierkante kilometer en is het op een na grootste stroomgebied van Australië. Het grootste is het gebied van de Murray Darling. De rivier wordt gevormd door samenkomst van de rivieren de Mackenzie en de Dawson. Het stroomgebied loopt van de Carnarvon Ranges in het westen tot de riviermonding bij Keppel Bay, vlak bij Rockhampton. Het wordt aan de noordkant begrensd door de rivier de Burdekin en in het zuiden door de Burnett.
De belangrijkste industrieën in het stroomgebied zijn kolenmijnen, veehouderijen en katoenplantages.
In de benedenloop van de rivier komen zeekrokodillen voor. De Australische vis barramundi plant zich voort in de rivier. De fitzroyschildpad (Rheodytes leukops) leeft in de rivier en heeft er zijn naam aan te danken.
De Fitzroy is zo genoemd door Charles en William Archer op 4 mei, 1853 als eerbetoon voor Sir Charles FitzRoy, gouverneur van New South Wales.
Rockhampton ligt ongeveer 40 kilometer van de monding van de rivier. Tijdens de 19e en 20e eeuw was deze stad de belangrijkste poort naar de rivier. De aanwezigheid van rotsformaties zorgde er echter voor dat de rivier niet gebruikt kon worden om verder landinwaarts te varen. Tegenwoordig wordt de rivier vrijwel alleen gebruik voor plezierjachten en kleine vissersboten.
Er zijn enige dammen in de rivier opgeworpen. De Fitzroyrivierdam bij Rockhampton voorziet de stad en de omgeving van drinkwater. De dam werd in 1971 in werking gesteld. Deze dam heeft een capaciteit van 81.300 megaliter en stuwt een meer van zo’n 60 kilometer lang.